# RTVideo
RTVideo는 마이크로소프트 오피스 커뮤니케이션즈 서버 2007과 마이크로소프트 오피스 커뮤니케이터 2007 클라이언트의 기본 비디오 코덱이다.

## 라이센싱
RTVideo는 비표준-독자적 코덱이다. RTAudio와 마찬가지로 마이크로소프트로부터 라이선스를 받아야 한다.

## 특징
패킷 손실을 감안하여 설계되었다.

## 같이 보기
- 마이크로소프트 오피스 라이브 미팅